# Ujjwala Raut
Ujjwala Raut (Bombay, 11 de junio de 1978) es una modelo india vista como la modelo más internacional de su país. Ha desfilado para Yves Saint-Laurent, Roberto Cavalli, Hugo Boss, Cynthia Rowley, Diane von Furstenberg, Dolce & Gabbana, Betsey Johnson, Gucci, Givenchy, Valentino, Oscar de la Renta, y Emilio Pucci, Victoria's Secret Fashion Show. También ha posado para anuncios de Dolce & Gabbana, Gap, H&M, Pianegonda, Roberto Cavalli, y Yves Saint-Laurent. Raut ha modelado para las portadas de ELLE, Time, L'Officiel, Tank y Women's Wear Daily. Fue juez y presentadora del Kingfisher Calendar Hunt en 2012 junto a Milind Soman.
Raut tenía 17 años y era estudiante de comercio cuando ganó "Femina Look of the Year" en el concurso Femina Miss India 1996. También figuró en el top 15 en el concurso de 1996 Elite Model Look en Niza.

## Vida personal
Nacida en Bombay, es la hermana mayor de la también modelo Sonali Raut.
Estuvo casada con Maxwell Sterry  desde junio de 2004, un matrimonio que acabó en divorcio. Tiene una hija con Sterry.